# Zahia Rahmani
Zahia Rahmani, née le 25 septembre 1962 en Algérie, est une écrivaine, historienne de l’art et commissaire d'exposition française.

## Biographie
Zahia Rahmani naît le 25 septembre 1962. Elle est issue d’une famille de dix enfants. Son père est un harki et sa mère est kabyle. Son père reste en Algérie en 1962 après la guerre car sa mère est sur le point de la mettre au monde.  
Zahia Rahmani arrive en France en 1967. Son frère aîné meurt en 1971, c'est à lui qu'elle dédie ses premiers écrits. Elle étudie à Paris la littérature et l'histoire de l'art moderne et contemporain. Dans son récit Moze, elle évoque le suicide de son père. 
Elle a créé et dirigé de 1999 à 2003 le post-diplôme de l’École nationale supérieure des beaux-arts de Paris, alors dirigée par Alfred Pacquement. Elle a travaillé à la villa Arson (École nationale d’art de Nice), à la galerie nationale du Jeu de paume à Paris et à la Leo Castelli Gallery, à New York. Elle rejoint l’Institut national d'histoire de l'art en janvier 2004. Elle y est responsable du domaine « Histoire de l'art mondialisée ». En 2016, elle est avec Jean-Yves Sarazin, commissaire de l'exposition Made in Algeria présentée au Mucem à Marseille,.
De 2015 à 2021, elle dirige le projet de recherche collective et multilingue Sismographie des luttes. Ce projet recense les revues critiques et culturelle non européennes. Il donne une voix et une visibilité aux communautés dominées et opprimées par les politiques coloniales qui ont exprimé leurs revendications d’émancipation en produisant des revues. 

## Publications

### Littérature
- Moze, Paris, Sabine Wespieser, 2003[8],[9],[10],[11],[12] ;
- Musulman, Paris, Sabine Wespieser, 2005[13] ;
- France, récit d'une enfance, Paris, Sabine Wespieser, 2006, rééd. Le Livre de poche, 2008[14].

### Direction d'ouvrages collectifs (histoire de l'art, études visuelles)
- Made in Algeria. Généalogie d'un territoire[15], catalogue exposition (Marseille, Mucem, 2016), Paris, Hazan ;
- Sismographie des luttes. Vers une histoire globale des revues critiques et culturelles (XIXe – XXe siècles), Paris, Institut national d'histoire de l'art / Nouvelles éd. Place, 2021.

### Articles
- Avec Maureen Murphy, Todd Shepard, Elvan Zabunyan et Rémi Labrusse, « Arts, violences, identités : l’apport des études postcoloniales », Perspective, 1 | 2012, 56-69 [mis en ligne le 30 décembre 2013, consulté le 31 janvier 2022. URL : http://journals.openedition.org/perspective/518 ; DOI : https://doi.org/10.4000/perspective.518].

## Distinctions
- Chevalière de la Légion d'honneur (2022)[16]
- Chevalier de l'ordre des Arts et des Lettres[4] ;
- Mention au prix Wepler, 2005 ;
- Prix Albertine 2020, qui récompense « l’œuvre de fiction francophone contemporaine préférée des lecteurs américains » pour son roman Musulman[17],[18].